# Rosen (film)
Rosen är en svensk dramafilm regisserad av Staffan Hildebrand och inspelad i Mölnbo, Södertälje kommun 1984.

## Handling
Filmen utspelar sig i en by i Mellansverige. Orten har sett sina bästa dagar och arbetslösheten har blivit ett stort problem. Byggmästaren Alexander presenterar ett projekt för det socialdemokratiska kommunalrådet. Han vill bygga Silversmeden, ett shoppingcenter, på platsen där den gamla Folkets Hus-byggnaden, uppförd 1922, står. Huset har stått oanvänt under en längre tid och har förfallit. Kommunalrådet är tveksam inför Alexanders planer, att riva det gamla Folkets Hus bär emot, men han har svårt att tacka nej till de arbetstillfällen som projektet innebär.

## Rollista
- Göran Klintberg – Jonny
- Lars Amble – Ove
- Margreth Weivers – Sara
- Ulf Brunnberg – Alexander
- Anki Lidén – Monica
- Christer Söderlund – Sven
- Louise Raeder – Pia
- Gus Dahlström – Erik
- Johan Berg
- K.G. Berglund
- Gösta Engström
- Peter von Gegerfelt
- Ola Karlsson

## Premiär och visningar
I Filminstitutets databas står det att filmen hade premiär den 28 september 1984 på Röda Kvarn i Gävle. Det finns dock de som hävdar att första visningen ägde rum den 16 september 1984 på Mölnbo Bio, då med den första 35 mm-kopian direkt från labbet till Mölnbo Bio. Detta skulle i så fall vara Mölnbos första och enda urpremiär.[källa behövs]

## Mottagande
Det fanns vissa motsättningar mellan storstadspressen och mindre tidningar från glesbygden då filmen kom. Filmen beskrevs som töntig av de förra men fick bättre kritik av de senare.